# 黃嵩
黃嵩（15世紀—16世紀），字景高、又字汝中，江西饒州府浮梁縣里仁都人，明朝政治人物。

## 生平
黃嵩是成化二十二年（1486年）的舉人，堂弟黃釗擔任薊州知州時曾協助守城，他設伏射傷寇將三人，後打開城門讓支援的薊遼總兵官入城，總兵說：「想不到南方書生守城，能堅守城池和審察敵情，都是將才。」之後他獲授臨湘知縣，為官儉約，有古人風範，勸諭務農、修築土城，後調繁為江陵知縣，陞興國知州，轉蘄州知州，處事廉靜，婉拒人民送贈綠毛龜、針尾蛇、慈竹簟。

## 引用
1. 1 2  道光《浮梁縣志·卷十三·人物》：黃釗，字德雋，里仁都人，從兄嵩，字景高，成化間釗舉戊子，嵩舉丙午，釗知薊州，安其民、固其圉，以才著，適寇犯薊，嵩亦在署，兄弟皆乘城；圍方急，嵩設伏弩中傷寇將三人稍解去，釗謂：「兄嚴守禦而已！」率從騎出，覘敵為遊騎所遮，且追釗騎，釗射卻之，會薊遼總兵官來援，嵩以昏夜未審虛實，詰旦啟門納救兵，敵見救至乃退，而釗亦馳黃沙堡繞道數百里而還，遼帥曰：「不意南土書生守者，堅壁馳者審敵如是，皆將才也。」釗後改宗人府經厯，嵩厯知蘄州，居官廉靜、訟庭無擾，民有以綠毛龜、針尾蛇、慈竹簟來獻者悉不受，其節概類如此。
2. ↑  光緒《臨湘縣志·卷九·秩官志》：黃嵩，字汝中，江西浮梁人，宏治閒知縣事，勤於勸課，築土城、嚴捍禦，民藉無恐，以治繁調江陵，三月召赴京，時劉瑾用事索賂不應遣歸，督二縣逋負，民咸樂輸，後知興國州，祀名宦。
3. ↑  乾隆《岳州府志·卷二十·名宦》：黃嵩，字汝中，浮梁人，弘治間知臨湘縣，性耿直，居官儉約，卓有古人風，勤於勸農，築城守禦，民藉無恐，以調繁去，後知興國州。